# 老君山小檗
老君山小檗（学名：Berberis laojunshanensis），为小檗科小檗属下的一个种。

## 扩展阅读
維基物種上的相關：老君山小檗